# Slavoj Černý
Slavoj Černý (nascido em 4 de março de 1937) é um ex-ciclista olímpico tchecoslovaco. Representou sua nação nos Jogos Olímpicos de Verão de 1960, na prova de perseguição por equipes.